# Горнолыжный спорт на зимней Универсиаде 2023
Соревнования по горнолыжному спорту в рамках зимней Универсиады 2023 года прошли с 13 января по 21 января. Было разыграно 9 комплектов наград: мужчины и женщины выявили сильнейших в супергиганте, гигантском слаломе, слаломе и комбинации. Также был разыгран комплект наград в смешанных командных соревнованиях.
Место проведения — горнолыжный курорт Уайтфейс в 21 км от Лейк-Плэсида. Здесь проходили соревнования по горнолыжному спорту во время зимних Олимпийских игр 1980 года.
Чех Ян Забыстржан выиграл три золотые и одну бронзовую медаль. Он в одиночку принёс Чехии первое место в неофициальном медальном зачёте соревнований горнолыжников.

## Медалисты

### Мужчины
| Дисциплина        | Золото                 | Серебро               | Бронза               |
| Супергигант       | Ян Забыстржан Чехия    | Лука Таранцано Италия | Эрик Вилер Швейцария |
| Гигантский слалом | Ян Забыстржан Чехия    | Эрик Вилер Швейцария  | Жереми Лажье Франция |
| Слалом            | Ян Забыстржан Чехия    | Жереми Лажье Франция  | Джейкоб Диллинг США  |
| Комбинация        | Альберт Ортега Испания | Андрей Друкаров Литва | Ян Забыстржан Чехия  |

### Женщины
| Дисциплина        | Золото                  | Серебро                       | Бронза                 |
| Супергигант       | Фабиана Дориго Германия | Кармен Софи Нильссен Норвегия | Селия Абад Испания     |
| Гигантский слалом | Леони Флётген Германия  | Фабиана Дориго Германия       | Эмма Хаммергорд Швеция |
| Слалом            | Карлотта Маркора Италия | Валантин Машре Швейцария      | Сара Раск Швеция       |
| Комбинация        | Селия Абад Испания      | Жюлья Соке Дагоро Франция     | Леони Флётген Германия |

### Смешаные командные соревнования
| Дисциплина          | Золото                                                                | Серебро                                                          | Бронза                                                                |
| ------------------- | --------------------------------------------------------------------- | ---------------------------------------------------------------- | --------------------------------------------------------------------- |
| Параллельный слалом | Швеция Густав Дальмальм Эвелина Фредрикссон Сара Раск Вильхельм Венье | Швейцария Моррис Блом Аарон Майер Доменика Моска Свенья Пфиффнер | Германия Фабиана Дориго Леони Флётген Роман Фрост Максимилиан Хаусман |

## Медальный зачёт
| Место | Страна    | 1 | 2 | 3 | Всего |
| ----- | --------- | - | - | - | ----- |
| 1     | Чехия     | 3 | 0 | 1 | 4     |
| 2     | Германия  | 2 | 1 | 2 | 5     |
| 3     | Испания   | 2 | 0 | 1 | 3     |
| 4     | Италия    | 1 | 1 | 0 | 2     |
| 5     | Швеция    | 1 | 0 | 2 | 3     |
| 6     | Швейцария | 0 | 3 | 1 | 4     |
| 7     | Франция   | 0 | 2 | 1 | 3     |
| 8     | Литва     | 0 | 1 | 0 | 1     |
| 8     | Норвегия  | 0 | 1 | 0 | 1     |
| 10    | США       | 0 | 0 | 1 | 1     |
| Всего | Всего     | 9 | 9 | 9 | 27    |